# Trilnaald

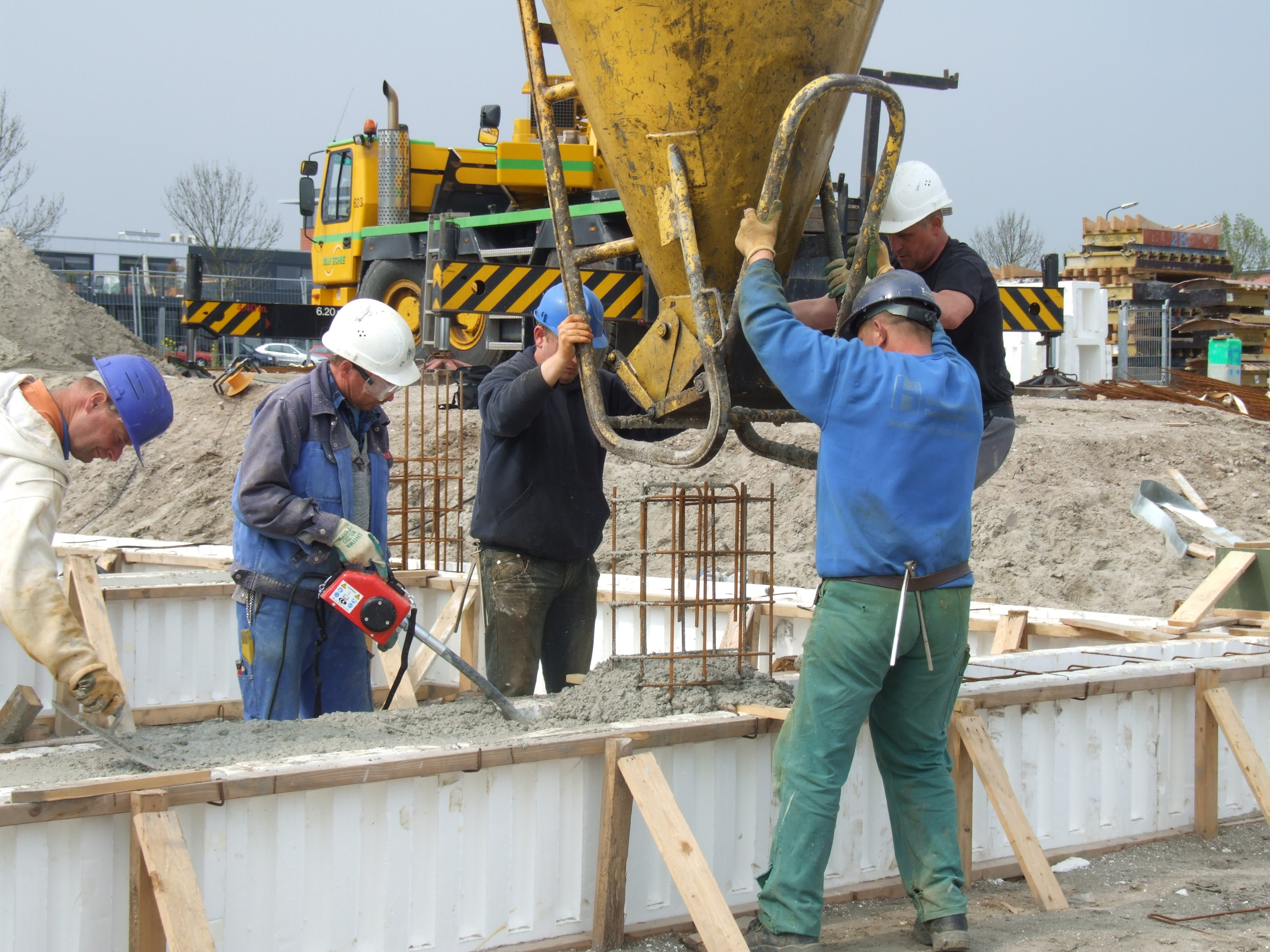
Gebruik van een trilnaald bij de betonstort (roodgekleurd)

Een trilnaald is in de bouwkunde gereedschap dat gebruikt wordt om pas gestorte betonspecie van binnenuit te verdichten.
De vibraties die de in het verse beton ingebrachte trilnaald veroorzaakt, verdichten het betonmengsel door een minimalisering van de hoeveelheid ingesloten lucht en zorgen voor een betere rangschikking van de toeslagmaterialen die verschillende korrelgroottes hebben wat van belang is voor het realiseren van een goed beton.

## Functie
Goed betonwerk wordt gekenmerkt door voldoende sterkte en duurzaamheid. Deze eigenschappen kunnen bereikt worden door het nemen van de juiste betontechnologische maatregelen en een goede verwerkingstechniek bij het storten.
Tijdens het betonstorten wordt onvermijdelijk lucht ingesloten in de specie en tussen de specie en de bekisting. Om er voor te zorgen dat zo weinig mogelijk lucht in het betonmengsel wordt ingesloten, kan tijdens het storten gebruikgemaakt worden van de triltechniek, die ervoor zorgt dat de vaste bestanddelen in de specie in een snelle heen en weergaande beweging gezet worden, daardoor als het ware weer vloeibaar worden en de aanwezige holtes opvult door het verdrijven van de ingesloten lucht. Dit is aan de oppervlakte te zien door de opstijgende luchtbellen. Bovendien gaan de korrels door het trillen in de betonspecie wentelen waardoor een compactere schikking wordt bereikt.

## Types trilnaalden
Trilnaalden zijn buisvormige metalen voorwerpen waarin een excentrische roterende massa (ERM) is aangebracht. De trilnaalden worden in de betonspecie gedompeld en brengen de trilkracht direct op de specie over. Er zijn diverse typen trilnaalden die zowel elektrisch, pneumatisch of met benzinemotor worden aangedreven.

## Werkingssfeer

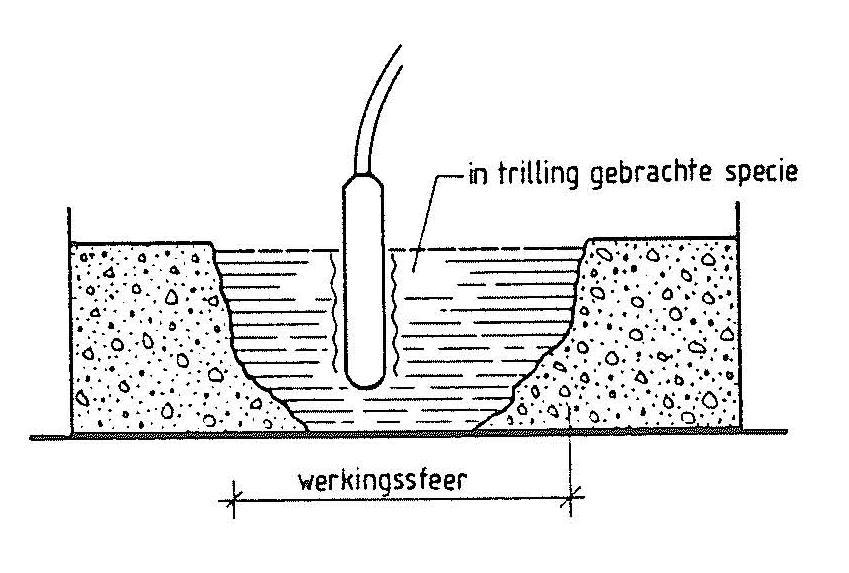

De werkingssfeer is het gedeelte van de betonspecie dat invloed van de trilnaald ondervindt. Deze is afhankelijk van de verwerkbaarheid van de betonspecie, de triltijd en de trilkracht van de naald. Een te lange triltijd en te grote onderlinge afstand kunnen ontmengingsverschijnselen veroorzaken. Het is aanbevolen om de afstanden tussen de trilpunten zodanig te kiezen dat de werkingssferen elkaar overlappen. Een afstand van 8 à 10 maal de naalddiameter wordt aanbevolen .

## Keuze van de trilnaald
De keuze van een geschikte trilnaald hangt allereerst af van de aard en de consistentie van de te verdichten betonspecie. Tevens speelt de fysieke bereikbaarheid tot de aan de net gestorte specie een rol, bijvoorbeeld bij funderingen en wanden. Bovendien wordt de maximaal te gebruiken naaldmiddellijn ook bepaald door de dichtheid van het wapeningsnet. De trilnaald moet immers ook door de kleinste maaswijdte van de wapening kunnen worden gestoken. Met de keuze van de middellijn is direct ook de verdichtingscapaciteit bepaald. Belangrijke kenmerken van een trilnaald zijn de amplitude en de trilkracht.

## Trilduur
De trilduur is afhankelijk van de eigenschappen van de trilapparatuur en de samenstelling en consistentie van de betonspecie. Algemeen kan worden gesteld dat de trilnaald mag worden teruggetrokken als het oppervlak rond de trilnaald glanzend nat wordt en er geen luchtbellen meer aan de oppervlakte openspatten. Dit is normaal het geval na 10 à 20 seconden trillen. Daarna dient de trilnaald langzaam naar boven te worden getrokken zodat het gat achter de trilnaald de kans krijgt om zich op te vullen met specie.

## Andere verdichtingsmogelijkheden
Stampers kunnen gebruikt worden om droge beton (stampbeton) te verdichten. Deze kunnen onderscheiden worden in hand-, elektrische en pneumatische stampers. Aan de buitenzijde van bekistingen voor wanden kunnen zogeheten bekistingstrillers of  bekistingsvibrators worden aangebracht. Zogenoemde trilbalken worden toegepast als afrei- en verdichtingsbalk.

## Oosterscheldekering
Ook bij de bouw van de Oosterscheldekering werd gebruikgemaakt van trilnaalden. Hiervoor werd het schip Mytilus gebouwd. De functie van deze trilnaalden was het verdichten van de ondergrond voordat de Cardium hier zijn matten kwam leggen. Op deze matten plaatste de Ostrea vervolgens de pijlers. De feitelijke werking en werkwijze is vergelijkbaar met die van de trilnaalden in beton, alleen op een veel grotere schaal.